# Macrodactylus silaonus
Macrodactylus silaonus är en skalbaggsart som beskrevs av Bates 1887. Macrodactylus silaonus ingår i släktet Macrodactylus och familjen Melolonthidae. Inga underarter finns listade i Catalogue of Life.